# Le Casse (film, 2016)
Pour plus de détails, voir Fiche technique et Distribution.
Pour les articles homonymes, voir Trust et Le Casse.
Le Casse (The Trust) est un film américain réalisé par Benjamin Brewer et Alex Brewer, sorti en 2016.
Le film suit Stone et Waters qui sont deux flics losers à Las Vegas. Pour gagner plus d'argent, ils arrondissent leurs fins de mois avec des petits larcins. Un jour, ils décident de cambrioler le mystérieux coffre-fort d'un dealer en prison qui se trouve dans le congélateur d'une épicerie. Rêvant d'acquérir une forte somme d'argent, ils volent le contenu sans imaginer les dégâts de leur casse.

## Synopsis
Le jeune sergent de police David Waters et son ancien patron et ami, le lieutenant Jim Stone, travaillent tous deux dans l'unité de gestion des preuves du département de la police métropolitaine de Las Vegas. Déçus et ennuyés par leur travail, ils ont également du mal à joindre les deux bouts financièrement. En parcourant les dossiers, Jim tombe sur un cas mystérieux: un trafiquant de drogue de bas niveau qui a été libéré sous caution - payé avec 200 000 $ en espèces - indiquant que ce trafiquant a accès à de grosses sommes d'argent.
Utilisant ses jours de vacances, Jim mène une surveillance secrète non approuvée à l'hôtel où travaille le trafiquant de drogue. Il découvre que toute la marchandise que le gang du revendeur déplace est transportée dans un seul bâtiment et n'en sort jamais. David acquiert des plans du bureau de planification du comté et découvre que le gang a construit un grand coffre-fort à l'arrière d'un congélateur industriel dans le bâtiment. Réalisant qu'il n'est pas surveillé, Jim et David décident de s'introduire dans le coffre-fort et d'en voler le contenu. Ils cartographient l'emplacement exact du coffre-fort, ils acquièrent une perceuse à colonne et une perceuse à pointe de diamant d'Allemagne pour percer la porte du coffre-fort. Ils achètent également des armes à feu au marché noir à utiliser à la place de leurs pistolets de service, payant tout avec de l'argent acquis illégalement auprès d'un collègue corrompu. Le plan compliqué les oblige à percer la porte du coffre-fort de l'appartement résidentiel au-dessus du congélateur, pour leur permettre d'attaquer le coffre-fort sans déclencher les serrures de porte "à sécurité intégrée". Une grande partie du braquage est planifiée dans les moindres détails, mais le plan pour traiter avec quiconque se trouverait dans l'appartement ciblé n'est pas clair.
Le jour du vol, les deux s'introduisent dans l'appartement au-dessus du congélateur, mais ils ne gèrent pas très bien les deux occupants, un homme et une femme. Ils retiennent et étouffent les deux, mais Jim finit par tirer et tuer l'homme après qu'un incident de crachat ait mal tourné. Ils utilisent deux forets réguliers traversant le béton qui divise les deux espaces. Ils utilisent ensuite la perceuse à pointe de diamant pour entrer dans la porte du coffre-fort, mais la perceuse à colonne cesse de fonctionner lorsqu'une courroie d'entraînement se casse. N'ayant pas de ceintures de rechange, les deux construisent un explosif improvisé pour finir le trou. Une fois le trou terminé, Jim surveille les gobelets du coffre-fort à l'aide d'un long cystoscope flexible, tandis que David manipule le cadran du coffre-fort. Au fur et à mesure que chaque numéro est identifié, David l'écrit sur la porte du coffre-fort. Lorsque la porte est ouverte, les deux découvrent que le coffre-fort high-tech est rempli de pierres précieuses extraordinaires de grande valeur et d'argent. Jim est ravi, mais David craint que le fait de voler autant d'objets de valeur au gang ne les traque et ne les tue. Ils décident de retourner à l'appartement pour nettoyer, en vue de partir, et David verrouille le coffre-fort derrière lui alors que les deux remontent à l'étage.
Dans l'appartement, David devient empathique pour la femme otage survivante. Elle demande à David d'appeler son mari, afin qu'elle puisse s'assurer que son fils de 3 ans est pris en charge - David est d'accord et la femme a une très brève conversation avec celui qui répond au téléphone. Ils démontent le foret et discutent de ce qu'il reste à faire avant de partir. Lorsque Jim et David retournent au coffre-fort, Jim découvre que David a non seulement refermé la porte du coffre-fort, mais a également effacé les numéros de combinaison. Enragé, Jim menace David d'une arme, le forçant à ouvrir le coffre-fort. Les objets de valeur sont chargés dans des sacs et Jim commence à charger des sacs dans leur camionnette. Mais quand David va tuer la femme, il a froid aux pieds et tire sur Jim à la place. Après une brève fusillade, Jim est finalement tué.
David remet tous les objets de valeur dans le coffre-fort et charge la femme en otage dans la camionnette, lui promettant qu'il la libérera lorsqu'ils seront suffisamment éloignés de la ville. Alors qu'ils roulent sur un tronçon de route déserte, la camionnette est entourée d'autres véhicules, y compris le camion d'un entrepreneur marqué du numéro de téléphone d'une entreprise - le même numéro de téléphone que la femme a fait appeler David plus tôt. David tente de s'identifier comme policier, mais il est abattu et le film se termine avec des preuves physiques de la voiture et du braquage catalogués et stockés dans le bâtiment de gestion des preuves où David et Jim travaillaient.

## Fiche technique
- Titre original : The Trust
- Titre français : Le Casse[1]
- Réalisation : Benjamin Brewer et Alex Brewer
- Scénario : Benjamin Brewer et Adam Hirsch
- Décors : Malorie Folino
- Costumes : Mona May
- Photographie : Sean Porter
- Montage : Lauren Connelly
- Musique : Reza Safinia
- Production : Braxton Pope et Molly Hassell
- Sociétés de production : Saban Films, Hassell Free Production, Saeculum Productions, Highland Film Group
- Sociétés de distribution :  États-Unis : Saban Films,  France : Metropolitan Filmexport
- Budget : 9 millions de dollars
- Pays d'origine :  États-Unis
- Langue originale : anglais
- Format : couleur -
- Genre : Policier, action
- Durée : 92 minutes
- Dates de sortie : 
  -  États-Unis : 13 mai 2016
  -  France : 3 août 2016 (directement en vidéo)

## Distribution
- Nicolas Cage (VF : Dominique Collignon-Maurin) : Stone
- Elijah Wood (VF : Alexandre Gillet) : Waters
- Jerry Lewis (VF : Philippe Ariotti) : le père de Stone
- Sky Ferreira : la femme
- Eric Heister : l'Irlandais
- Alexandria Lee : Nina
- Steven Williams : Cliff
- Kevin Weisman : Roy

Il s'agit du dernier film interprété par Jerry Lewis.